# Trío Lonqui (álbum)
Trío Lonqui es el primer álbum de estudio oficial de la banda chilena Trío Lonqui, lanzado originalmente en 1970 por el sello chileno DICAP.
En la elaboración del disco colaboraron los músicos Horacio Salinas y Horacio Durán, de Inti-Illimani, así como Pedro Yáñez, cofundador de esa misma agrupación pero en la que sólo estuvo los dos primeros añosel trio lonqui compuesto por Richard Rogers en voz y guitarra ,Rubén Cortez en violín y Ester Gonzales como miembros fundadores,el grupo se vuelve a juntar con su formación original en la década del 2000 grabando nuevamente sus éxitos el cual se ve interrumpido por la muerte de Rubén Cortez .

## Lista de canciones
Toda la música compuesta por Richard Rojas, salvo que se indique lo contrario. 
| Lado A |                         |          |  |
| N.º    | Título                  | Duración |  |
| 1.     | «La chilenera»          | 2:34     |  |
| 2.     | «América mi amor»       | 2:36     |  |
| 3.     | «Lamento chilote»       | 4:40     |  |
| 4.     | «El calameño»           | 1:37     |  |
| 5.     | «Como tú quiero ser yo» | 3:00     |  |
| 14:27  |                         |          |  |

| Lado B |                          |                     |          |  |
| N.º    | Título                   | Música              | Duración |  |
| 6.     | «A mi viejo profesor»    |                     | 2:08     |  |
| 7.     | «Canto nuevo»            |                     | 2:45     |  |
| 8.     | «Lonqui»                 | Rubén Cortez        | 2:08     |  |
| 9.     | «Oro blanco y oro negro» |                     | 2:34     |  |
| 10.    | «La noche se va»         |                     | 3:17     |  |
| 11.    | «Sangre morena»          | R. Cortez y A. Báez | 2:49     |  |
| 15:41  |                          |                     |          |  |